# سيرجي غوتسمانوف
سيرجي غوتسمانوف (بالإنجليزية: Sergey Gotsmanov)‏ من مواليد 27 مارس 1959، لاعب كرة قدم سوفيتي بيلاروسي سابق، يلعب في مركز خط الوسط.
لعب مع منتخب الاتحاد السوفيتي لكرة القدم ومنتخب روسيا البيضاء لكرة القدم.

## المسيرة الاحترافية

### أندية لعب لها
- نادي برايتون أند هوف ألبيون
- نادي ساوثهامبتون

## روابط خارجية
- سيرجي غوتسمانوف على موقع قاعدة بيانات كرة القدم.إي يو (الإنجليزية)
- سيرجي غوتسمانوف على موقع بيانات كرة القدم. دي إي (الألمانية)
- سيرجي غوتسمانوف على موقع ناشيونال فوتبول تيمز (الإنجليزية)
- سيرجي غوتسمانوف على موقع عالم كرة القدم.نت (الإنجليزية)